# Plonéis
Plonéis település Franciaországban, Finistère megyében. Lakosainak száma 2405 fő (2022. január 1.). Plonéis Gourlizon, Guengat, Plogastel-Saint-Germain, Pluguffan és Quimper községekkel határos.

## Népesség
A település népességének változása:
| Lakosok száma | 936  | 1373 | 1426 | 1687 | 2138 | 2307 | 2425 | 2471 | 2449 | 2405 |
|               | 1968 | 1982 | 1990 | 2006 | 2013 | 2015 | 2017 | 2019 | 2020 | 2022 |